# Wariko, le gros lot
Série
Djéli
(1981)
Pour plus de détails, voir Fiche technique et Distribution.
Wariko, le gros lot est un film ivoirien réalisé en 1994 par Fadika Kramo-Lanciné.

## Synopsis
Une famille modeste d'Abidjan dans les années 1980 – Ali (gendarme) et Awa (commerçante) – gagne trois millions de francs Cfa au loto. Mais, passé l'euphorie, un problème se présente : le ticket gagnant a disparu ! La famille met tout en œuvre pour le retrouver. 
Ce film, sur un ton comique, veut refléter la vie de familles africaines installées en ville après les indépendances et leur quotidien face aux vicissitudes de la vie ,,,,.

## Fiche technique
La fiche technique du film Wariko, le gros lot se présente comme suit ,,, :  
- Titre original : Wariko, le gros lot
- Titre anglais ou international : Wariko, the Jackpot ou The Lottery
- Réalisation : Fadika Kramo-Lanciné
- Scénario : Fadika Kramo-Lanciné
- Direction artistique : Kouame Blank Show
- Costumes : Fadika Nanyale
- Photographie : Lionel Cousin
- Son : Maguette Salla
- Montage : Cissé Salimata
- Musique : Cheick M. Smith
- Production : Fadika Kramo-Lanciné
- Société de production : Kramo-Lanciné Productions
- Pays d’origine :  Côte d'Ivoire
- Langue originale : français
- Format : couleur – 35 mm
- Genre : comédie dramatique
- Durée : 95 minutes
- Dates de sortie :
  - Côte d'Ivoire : 1994
  - France : 2010 (à la BNF)

## Distribution
La distribution du film se repartit comme suit , : 
- Allassane Touré : Ali
- Abiba Kaboré : Awa, femme d'Ali
- Rachel Téhi : Kady, jeune fille
- Assiatou Traoré : Sita, la sœur
- Adama Diarra : député
- Losseni Traoré : cousin au chômage
- Adrienne Koutouan : voisine curieuse
- Sidiki Traoré : vieil homme
- Fargass Assandé : collègue
- Oméga David
- Adama Dahico

## Accueil
Dans l'ensemble, le film a été bien reçu et a été exploité six semaines dans les cinémas des grandes villes de Côte d'Ivoire. Diffusé également au Burkina Faso, il a reçu de bonnes critiques.

### Distinctions et récompenses
Le film Wariko, le gros lot a reçu plusieurs prix au Festival panafricain du cinéma et de la télévision de Ouagadougou (Fespaco) et au Festival du cinéma africain de Khouribga, listés dans le tableau ci-dessous,:    
| Festival/Compétition                                              | Prix/récompense                 | Date de la remise |
| ----------------------------------------------------------------- | ------------------------------- | ----------------- |
| Festival panafricain du cinéma et de la télévision de Ouagadougou | Prix du public Fespaco          | 1994              |
| Festival du cinéma africain de Khouribga                          | Prix d'interprétation masculine | 1994              |
| Festival panafricain du cinéma et de la télévision de Ouagadougou | Prix de la ville de Ouagadougou | 1995              |
| Festival panafricain du cinéma et de la télévision de Ouagadougou | Prix de la meilleure comédie    | 1995              |

## Éditions en vidéo
Wariko, le gros lot est sorti en DVD en 2009 chez Arte Edition. Il est proposé dans un coffret regroupant d'autres films : Le don de Dieu (1982) et Buud yam (1997), de Gaston Kaboré ; Djeli, conte d'aujourd'hui, de Fadika Kramo-Lanciné (1981) ; et Les tam-tams se sont tus (1971), de Philippe Mory.
En 2010, pour commémorer le cinquantenaire des indépendances africaines, la Bibliothèque nationale de France (BNF) permet à ses lecteurs de visionner cinquante films africains ; Wariko, le gros lot fait partie de la sélection,.